# Marek Kawa
Marek Kawa (ur. 22 lipca 1975 w Opolu) – polski filolog, amerykanista, nauczyciel akademicki, publicysta, polityk i samorządowiec, poseł na Sejm RP V kadencji, wiceprzewodniczący Rady Miasta Opola.

## Życiorys

### Wykształcenie i praca zawodowa
W 1999 ukończył studia z zakresu filologii polskiej na Uniwersytecie Opolskim. W 2003 obronił doktorat na Wydziale Filologicznym tej uczelni pod tytułem Ten, który toczy nasze dusze i ciało… Robak i robactwo w kulturze i literaturze. W 2008 uzyskał tytuł zawodowy licencjata z filologii angielskiej, a w 2012 magisterium z amerykanistyki na Uniwersytecie Jagiellońskim.
Od 2000 do 2004 był pracownikiem naukowym Uniwersytetu Opolskiego. Następnie pełnił funkcję asystenta eurodeputowanego Sylwestra Chruszcza. W 2005 podjął pracę nauczyciela w szkołach w Opolu. Następnie wykładał m.in. w Wyższej Szkole Menedżerskiej w Legnicy, Akademii Polonijnej w Częstochowie oraz Wyższej Szkole Pedagogicznej Towarzystwa Wiedzy Powszechnej w Warszawie. W latach 2012–2015 koordynował społeczne i innowacyjne projekty unijne, np. „Kadry dojrzałe do zmian”, „Młodzieżowa Akademia Przedsiębiorczości”.
Publikował w takich periodykach jak „Polish News”, „First Things”, „Myśl.pl”, „Cywilizacja”, „Kwartalnik Opolski”.

### Działalność polityczna
Działał w Młodzieży Wszechpolskiej. W 2003 przystąpił do Ligi Polskich Rodzin. W 2005 objął funkcję pełnomocnika wojewódzkiego tej partii. W wyborach parlamentarnych w 2005 uzyskał mandat poselski z listy LPR, kandydując w okręgu opolskim i otrzymując 6346 głosów. W latach 2006–2007 pełnił funkcję wiceprzewodniczącego Podkomisji stałej do spraw Nauki i Szkolnictwa Wyższego oraz wiceprzewodniczącego Komisji Odpowiedzialności Konstytucyjnej, był też członkiem m.in. Komisji Edukacji, Nauki i Młodzieży, Komisji Samorządu Terytorialnego i Polityki Regionalnej oraz Komisji Mniejszości Narodowych i Etnicznych. Był też zastępcą członka w Zgromadzeniu Parlamentarnym Rady Europy.
W przedterminowych wyborach parlamentarnych w 2007 bez powodzenia ubiegał się o reelekcję. W 2008 wystąpił z LPR, a w 2009 został pełnomocnikiem Naprzód Polsko (wyrejestrowanego w 2010) w województwie opolskim. W wyborach samorządowych w 2010 uzyskał mandat radnego Opola jako kandydat Prawa i Sprawiedliwości (którego został członkiem), a w 2014, 2018 i 2024 z powodzeniem ubiegał się o reelekcję. W VII kadencji opolskiego samorządu objął funkcję wiceprzewodniczącego rady miasta. W wyborach w 2019 był kandydatem Prawa i Sprawiedliwości do Senatu, a w 2023 wystartował z jego ramienia do Sejmu.
Do 2020 był wicedyrektorem opolskiego oddziału Agencji Restrukturyzacji i Modernizacji Rolnictwa. Później został zastępcą opolskiego wojewódzkiego inspektora inspekcji handlowej.